# Wilbur Shaw
Warren Wilbur Shaw (ur. 31 października 1902 roku w Shelbyville, zm. 30 października 1954 roku w Decatur) – amerykański kierowca wyścigowy.

## Kariera
W swojej karierze Shaw startował głównie w Stanach Zjednoczonych w mistrzostwach AAA Championship Car oraz towarzyszącym mistrzostwom słynnym wyścigu Indianapolis 500, będącym w latach 1923-1930 jednym z wyścigów Grandes Épreuves. W pierwszym sezonie startów, w 1927 roku z dorobkiem 102 punktów uplasował się na piętnastej pozycji w klasyfikacji generalnej. W tym samym roku dojechał do mety wyścigu Indianapolis 500 na czwartej pozycji. Dwa lata później odniósł w mistrzostwach AAA jedno zwycięstwo. Uzbierał łącznie 240 punktów, co mu dało trzecie miejsce w końcowej klasyfikacji kierowców. W 1933 roku w wyścigu Indy 500 stanął na drugim stopniu podium, a w AAA Championship Car ponownie był trzeci, co powtórzył w sezonie 1935. Największe sukcesy Amerykanin odnosił jednak w latach 1937-1930. W tym czasie dwukrotnie zdobywał tytuł mistrza AAA Championship Car (w latach 1937, 1939) oraz dwukrotnie tytuł wicemistrza (1938, 1940). Sukcesy te zawdzięczał głównie wynikom w Indianapolis 500. Trzykrotnie był w nim najlepszy (1937, 1939-1940), a raz drugi (w 1938 roku). Jego nazwisko widnieje w galerii sław International Motorsports Hall of Fame.